# William Herbert (Offizier der British Army)
Hon. William Herbert (* um 1696; † 31. März 1757) war ein britischer Offizier und Politiker.

## Leben
Er war der fünfte Sohn von Thomas Herbert, 8. Earl of Pembroke, aus dessen erster Ehe mit Margaret Sawyer.
Herbert kaufte sich am 1. Mai 1722 eine Offiziersstelle in der British Army als Lieutenant des 1st Troop der Life Guards. Am 15. Dezember 1738 wechselte er als Captain und Lieutenant-Colonel zum 1st Regiment of Foot Guards. Von 1740 bis zu seinem Tod hatte er auch das Amt des Zahlmeisters der Garnison in Gibraltar inne. 1745 wurde er zum Colonel befördert. Von Februar bis Dezember 1747 amtierte er als Colonel des 6th Regiment of Marines, von Dezember 1747 bis 1753 als Colonel des 14th Regiment of Foot und von Februar 1753 bis zu seinem Tod als Colonel des 2nd (The Queen’s) Regiment of Dragoon Guards. Am 18. März 1755 wurde er zum Major-General befördert.
Ab 1740 hatte er das Hofamt eines Groom of the Bedchamber für König Georg II. inne und wurde 1745 dessen Personal aide-de-camp.
Parallel zu seiner Militärkarriere wurde er erstmals bei den Unterhauswahlen 1734 als Abgeordneter für das von seiner Familie kontrollierte Borough Wilton in Wiltshire ins britische Parlament gewählt. Er wurde mehrfach wiedergewählt und hatte das Mandat bis zu seinem Tod inne. Im Parlament unterstützte er die Politik der Regierung.
William Herbert hatte spätestens 1741 Catherine Elizabeth Tewes († 1770) aus Aachen geheiratet. Sie hatten fünf Kinder (drei Söhne und zwei Töchter), darunter Henry Herbert, 1. Earl of Carnarvon.